# Muhammad Tulba
Muhammad Abd al-Hafiz Tulba (arab. محمد عبد الحفيظ طلبه) – egipski zapaśnik walczący w stylu klasycznym. Złoty medalista mistrzostw Afryki w 1984 i 1985. Piąty w mistrzostwach wojskowych w 1983 roku.